# Telicomys
Telicomys — викопний мишоподібний гризун родини Пакаранові (Dinomyidae). Гризун існував у міоцені у Південній Америці та вимер у пліоцені (4 млн років тому). Сягав завдовжки до 2 м, та є одним з найбільших відомих гризунів, що коли-небудь існували (відомі більші гризуни з родів Phoberomys, Josephoartigasia). Ці тварини мали довгі кінцівки, що, мабуть, були призначені до швидкого руху на відкритій місцевості. На відміну від своїх родичів, вів не напівводний, а наземний спосіб життя.